# 颱風法茜 (2014年)
| 太平洋颱風季             |
| 主題頁 - 專題 - 編輯指南 |

台风法茜（英語：Typhoon Faxai，国际编号：1403，联合台风警报中心：WP032014）为2014年太平洋台风季第三个被命名的熱帶氣旋。“法茜”一名是由老挝提供，是當地女性名称之一。
法西是自2002年的颱風米娜之後，第一個於三月生成的颱風級別以上的熱帶氣旋。

## 發展過程
在2月17日稍晚，一移动速度缓慢的熱帶擾動在靠近赤道的密克罗尼西亚群岛波纳佩附近被发现，并被给予编号「93W」，因为周围的强烈垂直風切變，风暴发展缓慢，直到系统移入低垂直风切变的区域，系统才得以巩固和发展。2月26日，该热带扰动被日本氣象廳升格为热带低气压，并被联合台风警报中心发出熱帶氣旋形成警報。2月28日，该热带低气压被联合台风警报中心升格为热带低气压，并被给予编号「03W」。数小时后，日本气象厅升格其为热带风暴，并将其命名为「法茜」（Faxai）。此后，法茜开始迅速增强，在3月3日至4日的短短2天内就连续被升格为强热带风暴和台风。系统在3月6日转化为溫帶氣旋。法茜转化为温带气旋后，残余直到3月8日才在日本东南数千公里的地区被另一个温带系统吸收。

## 防災措施和影響
法茜自形成至终几乎未接近过陆地，仅仅掠过关岛以東海域、馬里亞納群島、加羅林群島和南鸟岛等地，且並未造成较大的影响。

## 外部連結
- （日語）日本氣象廳首頁 （页面存档备份，存于）
- （英文）聯合颱風警報中心首頁 （页面存档备份，存于）
- （简体中文）中央氣象台首頁
- （繁體中文）中央氣象局首頁 （页面存档备份，存于）
- （繁體中文）香港天文台首頁 （页面存档备份，存于）
- （繁體中文）澳門地球物理暨氣象局首頁 （页面存档备份，存于）
- （英文）菲律賓大氣地球物理和天文管理局首頁 （页面存档备份，存于）